# 산계초
산계초(山鷄椒, 학명: Litsea cubeba 리트세아 쿠베바[*])는 녹나무과의 나무(교목 또는 관목)이다.

## 이름
"산계(山鷄)"는 "산의 닭"을 뜻하는 한자어로, "꿩"을 가리키는 말이다. "초(椒)"는 고추나 후추, 산초 등 맵거나 얼얼한 맛을 내는 향신료를 일컫는다.
종소명 "쿠베바(cubeba)"는 "큐베브"의 어원이기도 한 아랍어 "카바바(كَبَابَه)"에서 따왔다.

## 분포
중국 남부에서 히말라야 지역 및 동남아시아에 이르는 지역에 널리 분포한다.

## 종내 분류군
- 털산계초(Litsea cubeba var. formosana (Nakai) Yen C.Yang & P.H.Huang)

## 사진

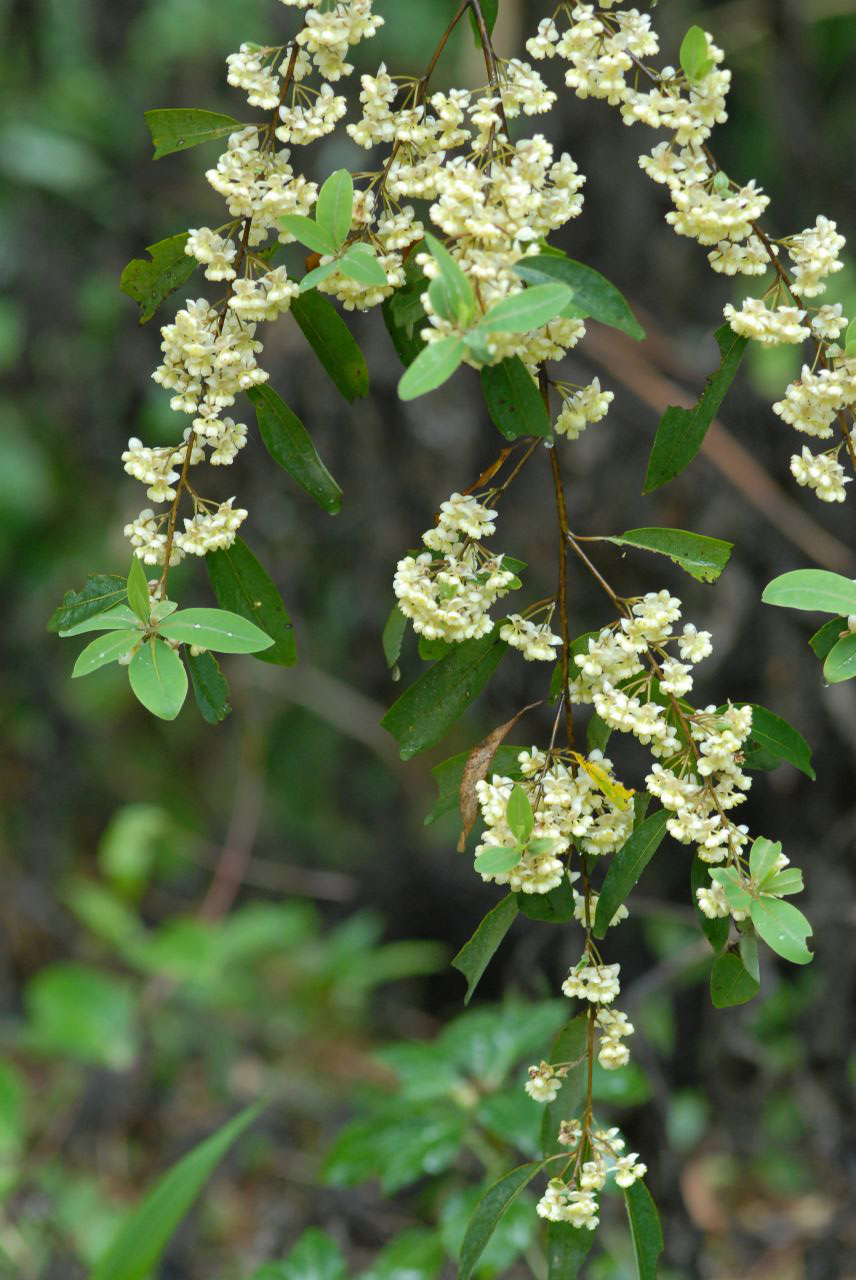
꽃